# Carlos Honório da Silva
Carlos Honório da Silva, mais conhecido como Lua (Rio de Janeiro, 3 de outubro de 1938) foi um futebolista brasileiro que atuava como atacante.

## Carreira
Carlos recebeu o apelido de Lua na Escola XV de Novembro, pelo formato de seu rosto. Passou pelo Esporte Clube Lucas e foi descoberto pela Portuguesa do Rio quando atuava no time da Aeronáutica, levado ao juvenil e sem passar pelos aspirantes chegou ao profissional, em 1958, ano em que foi artilheiro da temporada no clube, com 14 gols em 21 jogos.
Em outubro de 1958, foi adquirido pelo Santos por um milhão e quinhentos mil cruzeiros.
Pela necessidade do Santos em reforçar sua defesa, no ano seguinte, foi envolvido em uma troca com o zagueiro Pavão, do Flamengo. Participou do Torneio Rio-São Paulo daquele ano e logo descobriu-se que Lua estava gravemente contundido, assim o atleta fez tratamento por 8 meses e, quando se recuperou totalmente, foi negociado com o Santa Cruz.
Atuou pelo Santa Cruz entre 1960 a 1962, onde foi vice-artilheiro do campeonato de 1960 e recebeu o apelido de Comandante Lua.
Em 1962, se transferiu para o Vitória de Guimarães, de Portugal, e em seu primeiro campeonato nacional, foi o artilheiro do time marcando 15 gols em 18 jogos, e chegou à final da Taça de Portugal.
No final da temporada de 1962/63, recebe uma boa proposta e se transfere para o Royal Racing White (atual RWD Molenbeek), da Bélgica. Pelo clube, vence o Campeonato Nacional da 2ª Divisão da Bélgica na temporada de 1964/65. Ficaria no clube até 1967.
Retorna a Portugal para atuar pelo Belenenses nas temporadas 1967/68 e 1968/69.
Posteriormente, chega ao Gil Vicente FC na temporada de 1971/72 para disputar a 2ª Divisão Nacional.